# الغارب الشمالي (حرض)

تعديل مصدري - تعديل

الغارب الشمالي هي إحدى قرى عزلة الشعاب بمديرية حرض التابعة لمحافظة حجة، بلغ تعداد سكانها 152 نسمة حسب تعداد اليمن لعام 2004.